# تپه کانی برد
تپه کانی برد مربوط به هزاره اول (پیش از میلاد) است و در شهرستان پیرانشهر، بخش مرکزی، دهستان لاهیجان، روستای قبه واقع شده است. این اثر در تاریخ ۳۰ دی ۱۳۸۵ با شمارهٔ ثبت ۱۶۸۶۸ به عنوان یکی از آثار ملی ایران به ثبت رسیده است.